# Mick Mills
Michael Dennis Mills, MBE (ur. 4 stycznia 1949 w Godalming) – były angielski piłkarz występujący na pozycji obrońcy. Trener piłkarski. Kawaler Orderu Imperium Brytyjskiego (MBE).

## Kariera klubowa
Mills zawodową karierę rozpoczynał w 1966 roku w klubie Ipswich Town z Second Division. W tych rozgrywkach zadebiutował 7 maja 1966 roku w wygranym 5:2 meczu z Wolverhampton Wanderers. W 1968 roku awansował z zespołem do First Division. W 1978 roku zdobył z nim Puchar Anglii. W 1981 roku wygrał z klubem Puchar UEFA. W tym samym roku oraz później wywalczył z nim wicemistrzostwo Anglii. W ciągu 16 lat w barwach Ipswich rozegrał 591 spotkań i zdobył 22 bramki.
W 1982 roku Mills odszedł do Southamptonu, również grającego w First Division. W 1984 roku wywalczył z nim wicemistrzostwo Anglii. W Southamptonie spędził trzy lata. W sumie zagrał tam 103 razy i strzelił 3 gole. W 1985 roku Mills przeniósł się do Stoke City z Second Divisionm, gdzie został grającym trenerem. W 1987 roku zakończył karierę piłkarską, a w Stoke pozostał już tylko jako trener. Pracował tam do 1989 roku. W 1990 roku był szkoleniowcem zespołu Colchester United. Od tego czasu nie był trenerem żadnego klubu.

## Kariera reprezentacyjna
W reprezentacji Anglii Mills zadebiutował 11 października 1972 roku w zremisowanym 1:1 towarzyskim meczu z Jugosławią. W 1980 roku został powołany do kadry na Mistrzostwa Europy. Zagrał tam w pojedynku z Hiszpanią (2:1). Z tamtego turnieju Anglia odpadła po fazie grupowej.
W 1982 roku Mills znalazł się w kadrze na Mistrzostwa Świata. Wystąpił na nich w meczach z Francją (3:1), Czechosłowacją (2:0), Kuwejtem (1:0), RFN (0:0) oraz Hiszpanią (0:0). Tamten mundial Anglia zakończyła na drugiej rundzie. W latach 1972–1982 w drużynie narodowej Mills rozegrał w sumie 42 spotkania.